# 央朗藏布
央朗藏布，又名邦英河，发源于西藏自治區林芝市墨脱县帮辛乡南迦巴瓦峰南麓的冰川末端，向東注入雅魯藏布江，河长38千米，流域面积367平方千米，流域年平均年降水量在3500毫米左右，流域多年平均年径流量约12.1亿立方米。